# Ramón Cerdà
Ramón Cerdà Sanjuán (Onteniente, Valencia, España, 5 de noviembre de 1964) es un escritor, empresario y abogado español. Es conocido por haber creado y vendido más de 10.000 empresas fantasma desde 2004 por lo que en 2017 fue condenado a 13 años de prisión por fraude fiscal y falsedad documental.

## Biografía
En los años noventa empezó como asesor empresario profesional, creando la empresa GMC24 que luego se transformaría en Sociedades Urgentes de Onteniente; empresa por la que sería condenado por fraude fiscal y falsedad documental. A través de su página web sociedadesurgentes.com vendía sociedades pantalla que después servían como herramientas de fraude en casos como el caso Nóos, la estafa del Grupo Marsans, la de Nueva Rumasa, la trama Gürtel, el caso Gowex o la compra del permiso del casino del Hard Rock en Tarragona.
Fue también administrador de Posibilitumm Business SL con más de 8088 empresas vinculadas a estafas fiscales.

## Obras literarias
Cerdà también es conocido por su faceta de escritor de novelas, principalmente de novela negra y ensayo, publicando obras de ficción desde el año 2000.
En 2001 escribió su novela más conocida La habitación de las mariposas. Entre 2002 y 2003 escribió las novelas El fantasma de los sueños y El encantador de abejas que forman una trilogía con La habitación de las mariposas. En 2014 crea la colección Búho Verde, que cuenta con varios libros cortos dirigidos a un público más juvenil: El enigma del santero, La tercera resurrección. El año siguiente escribe el libro manual Los elementos del estilo literario. En 2008 escribe el libro Pasión por la calidad un libro, y en 2014 escribe el libro Hacienda [no] somos todos.